# Turan Turkiestan
Turan Turkiestan (kaz. Тұран футбол клубы) – kazachski klub piłkarski, mający siedzibę w mieście Turkiestan, na południu kraju, grający w Priemjer Ligasy. 

## Historia
Chronologia nazw:
- 2003: Kostuin FK (kaz. Қостүйін ФК)
- 2004: Arys FK (kaz. Арыс ФК)
- 2004: klub rozwiązano
- 2019: Arys FK (kaz. Арыс ФК)
- 2021: Turan FK (kaz. Тұран ФК)

Klub sportowy Kostuin FK został założony w miejscowości Arys w 2002 roku. Nazwa klubu tłumaczy się jako "dodam". Wcześniej w mieście funkcjonowała drużyna amatorska. W 2001 roku Federacja zaplanowała utworzenie trzeciego poziomu w systemie krajowych lig piłkarskich. W rezultacie w 2002 roku powstała Birinszi ligasy jako regionalny turniej dla nieprofesjonalnych drużyn piłkarskich w Kazachstanie. Do 17 uczestników podzielonych na 3 grupy został zakwalifikowany klub Kostuin z Arysu. W debiutowym sezonie 2002 zajął trzecie miejsce w grupie południowej Birinszi ligasy (D3). W 2003 klub otrzymał status profesjonalny i startował w Birinszi ligasy (D2), która po reorganizacji systemu lig zmieniła nazwę. Sezon zakończył na 9.pozycji w konferencji południowo-zachodniej. W sezonie 2004 klub zmienił nazwę na Arys FK, zajmując ostatnie 13.miejsce w konferencji południowo-zachodniej Birinszi ligasy. Następnie zrezygnował z występów w Jekinszi ligasy i został rozwiązany.
Dopiero w 2019 roku klub został odrodzony i zgłosił się do rozgrywek Jekinszi ligasy (D3). W debiutowym sezonie zajął drugie miejsce i awansował do Birinszi ligasy. W 2020 roku zdobył wicemistrzostwo w konferencji 1 Birinszi ligasy i w związku z rozszerzeniem najwyższej ligi otrzymał awans do Priemjer Ligasy. 10 lutego 2021 klub przeniósł się do stolicy obwodu, miasta Turkiestan i zmienił nazwę na Turan FK (Turan to historyczny region w Azji Środkowej). Debiutancki sezon 2021 w najwyższej lidze rozpoczął od remisu 2:2 z utytułowanym FK Astana.

## Barwy klubowe, strój
|  |  |

Klub ma barwy niebiesko-żółte. Zawodnicy domowe spotkania zazwyczaj grają w białych koszulkach, białych spodenkach oraz białych getrach.

## Sukcesy

### Trofea międzynarodowe
Nie uczestniczył w rozgrywkach europejskich (stan na 31-05-2020).

### Trofea krajowe
| \| \| Zdobyte trofea w rozgrywkach Kazachstanu (stan na: 31-05-2020) \| |                                                                |      |                      |
| Rozgrywki                                                               | Osiągnięcie                                                    | Razy | Sezon(y)             |
| Mistrzostwo                                                             | I miejsce                                                      | 0    |                      |
| Mistrzostwo                                                             | II miejsce                                                     | 0    |                      |
| Mistrzostwo                                                             | III miejsce                                                    | 0    |                      |
| Mistrzostwo                                                             | ?.miejsce                                                      | 1    | 2021                 |
| Puchar                                                                  | zdobywca                                                       | 0    |                      |
| Puchar                                                                  | finalista                                                      | 0    |                      |
| Puchar                                                                  | 1/16 finału                                                    | 1    | 2003                 |
| II liga                                                                 | I miejsce                                                      | 0    |                      |
| II liga                                                                 | II miejsce                                                     | 1    | 2020 (konferencja 1) |
| II liga                                                                 | III miejsce                                                    | 0    |                      |
| Kazachstan                                                              | Zdobyte trofea w rozgrywkach Kazachstanu (stan na: 31-05-2020) |      |                      |

- Birinszi ligasy/Jekinszi ligasy (D3):
  - wicemistrz (1x): 2019
  - 3.miejsce (1x): 2002 (płd.)

## Struktura klubu

### Stadion
Klub piłkarski rozgrywa swoje mecze domowe na Turkistan Arena w mieście Turkiestan o pojemności 7 tys. widzów.

### Derby
- Arman Kentau
- Kajsar Kyzyłorda
- Ordabasy Szymkent
- FK Taraz
- Żiger Szymkent